# 近藤周助
近藤周助（日语：／ Kondō Shūsuke，1792年—1867年11月23日），天然理心流第三代掌門人。新撰組局長近藤勇的養父。原姓嵨崎。幼名關五郎、周平。後改名為近藤周齋。諱邦武。
原為武州多摩郡小山村的嵨崎休右衛門的五男。文化八年（1811年）20歳時入門天然理心流成為近藤三助（天然理心流剣術2代目）之弟子，天保元年（1830年）繼承該流派，並改姓為近藤周助。
天保十年（1839年），近藤周助移居江戸市谷甲良房舍（今市谷柳町25號地），並開設天然理心流剣術道場試衛館。嘉永二年（1849年），收宮川勝五郎（後來的近藤勇）為養子。文久元年（1861年）將天然理心流掌門人職位讓渡給近藤勇，並隱居，改名為近藤周齋。
文久三年（1863年），在近藤勇參加浪士組上京之後，周齋回道試衛館道場並再度擔任道場師範，然而在同一年因中風而臥病在床。為此同為天然理心流門人佐藤彥五郎告知近藤勇後，近藤隨之回府探望之。
慶應三年十月廿八日（1867年11月23日），在近藤第一次代表新撰組全體取得幕臣職位後的十月，近藤周齋移往牛込廿騎組屋舍後病死。